# Mangelia scabrida
Mangelia scabrida é uma espécie de gastrópode do gênero Mangelia, pertencente a família Mangeliidae.